# Joseph Leopold Stiger
Joseph Leopold Stiger (Vorname auch Josef, getauft Josef Franz Leopold; * 15. Februar 1816 in Graz; † 20. Jänner 1880 in Zürich) war ein österreichischer Publizist und Revolutionär. Der Jurist beteiligte sich an vorderster Front an der Revolution von 1848/1849 und musste nach dem Scheitern des Wiener Oktoberaufstandes ins Ausland flüchten. Nach einem zehnjährigen Aufenthalt in den Vereinigten Staaten, wo er als Mediziner tätig war und Ideen des Frühsozialismus propagierte, kehrte er 1861 nach Europa zurück. Von der Schweiz aus kommentierte er den amerikanischen Sezessionskrieg und trat vehement gegen die Sklaverei auf. Nach seiner Begnadigung verbrachte er einige Jahre in seiner Heimatstadt Graz, wo er als Publizist weiterhin liberale Themen propagierte, einer freireligiösen Bewegung angehörte und sich erfolglos um die Konzession für den Bau einer Pferdestraßenbahn bewarb. Seine letzten Lebensjahre verbrachte Stiger wieder in der Schweiz.

## Biographie

### Familiärer Hintergrund und Ausbildung

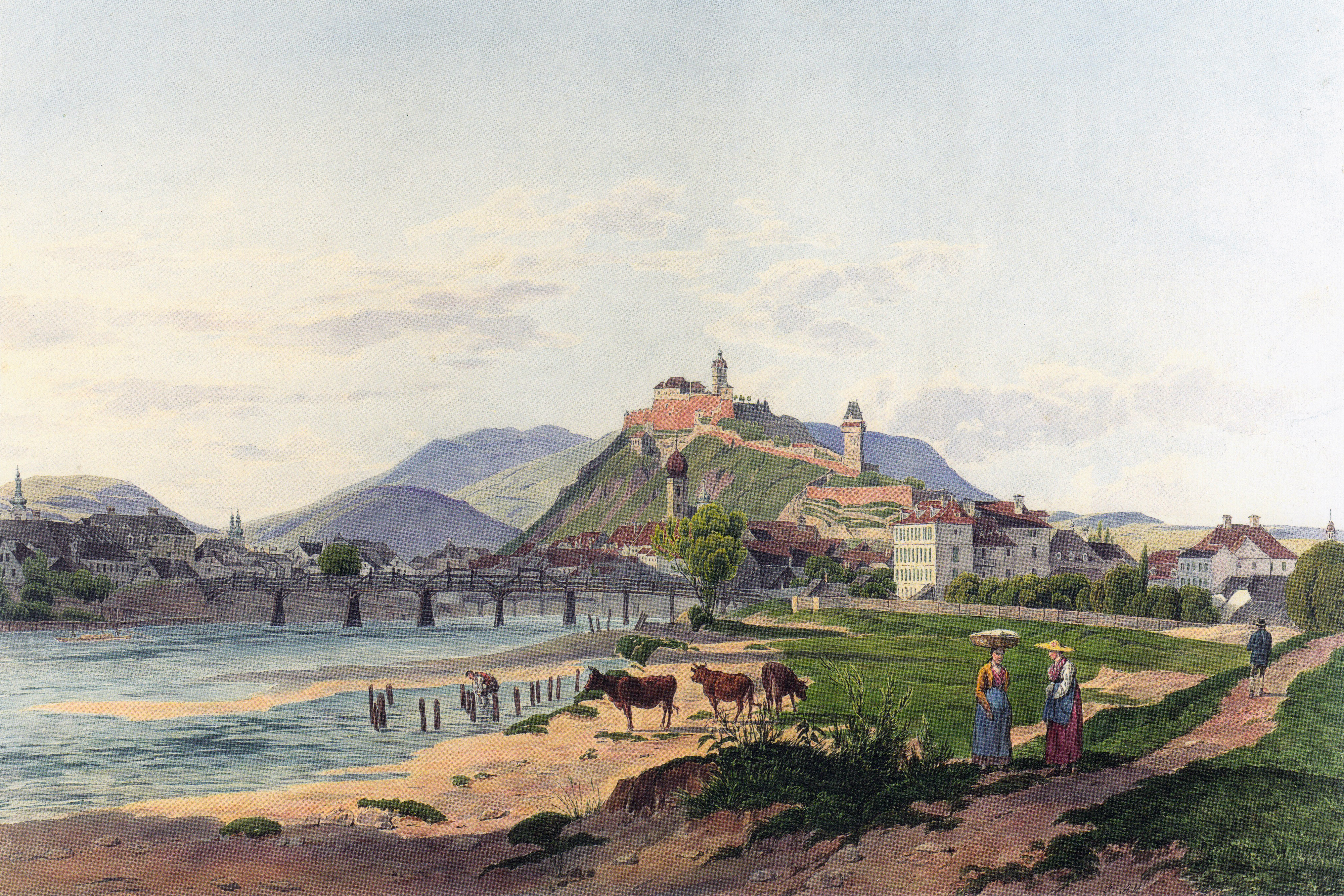
Biedermeierliche Idylle in Graz, 1833 gemalt von Jakob Alt

Joseph Leopold Stiger wurde in Graz als drittes von sechs Kindern des Augenarztes Johann Evangelist Stiger (1776–1846) und dessen Gattin Klara (geb. Prett) geboren. Die Familie besaß mehrere repräsentative Immobilien in der Stadt, der hoch angesehene Vater wurde unter anderem 1817 zum städtischen Augenarzt und 1837/38 zum Rektor der Universität Graz ernannt. Der Sohn Joseph Leopold meldete sich nach seinem Rechtsstudium in Graz 1839 als Auditoriatspraktikant, der erste Schritt einer Laufbahn in der Militärjustiz. Anscheinend aufgrund eines Zerwürfnisses mit der Familie suchte Stiger um Stationierung in den weit entfernten Garnisonen Brünn oder Lemberg an. In den folgenden Jahren ließ er sich nach Wien und nach dem Tod des Vaters 1846 nach Graz versetzen, die überfällige Prüfung zum Militärrichter legte er aber an keiner der Stationen ab. Nach dem Tod des Vaters kam es zu einem langwierigen Erbstreit mit seinen Geschwistern und Schwägern, in dem Stiger auch gegenüber den zuständigen Behörden und Gerichten als sehr streitbar und prinzipientreu auftrat. Während eines Kuraufenthaltes in Jeseník (damals deutsch Bad Gräfenberg) erreichten ihn 1848 die Berichte über die Märzrevolution, woraufhin er am Folgetag nach Wien reiste. Dort zeigte er sich enttäuscht darüber, dass die Bewegung, wie er selbst in seiner Biographie schreibt, nicht vom „Bürger und Bauernstande, die am meisten zu leiden hatten,“ ausging, sondern von der „Jugend.“

### Wirken in der Revolutionszeit

#### Von der Märzrevolution zur Reichstagswahl

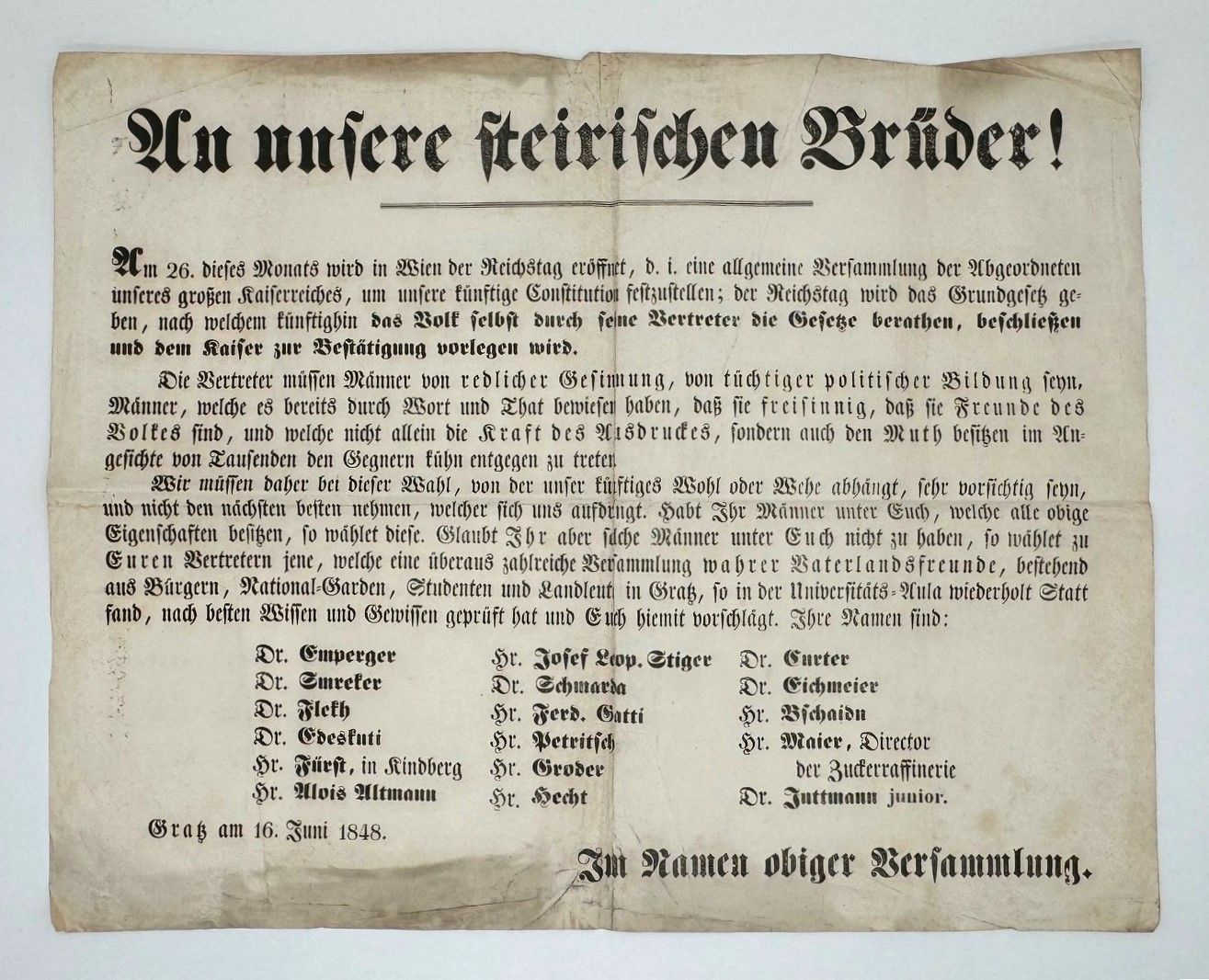
Plakat mit Informationen zur Reichstagswahl und Kandidatenliste

Zurück in Graz gründete Stiger den Grazer Demokratischen Verein, als dessen Aufgabe er rückblickend die „allgemeine Aufklärung über das Wesen einer konstitutionellen Staatsform“ sah. In den Statuten des Vereines war festgelegt, dass die Mitglieder sich „von allen Straßendemonstrationen und Katzenmusiken, welche damals an der Tagesordnung waren“, fernhalten sollten, doch ist die Teilnahme Stigers an versuchten Gewaltakten gegen den Gubernator Matthias Constantin Capello von Wickenburg aktenkundig. Unter dem Pseudonym Der kropfige steirische Jakel verfasste er Plakate und Flugblätter, die die politischen Entwicklungen kommentierten und seine steirischen Landsleute für die Anliegen der Revolutionäre begeistern sollten, aber auch als Nachrichten nach Wien konzipiert waren. In diesen äußerte er sich unter anderem als Unterstützer der „Mairevolution“ (sogenannte „Sturmpetition“ gegen die als zu wenig demokratisch kritisierte Pillersdorfsche Verfassung) und sprach sich für die Umwandlung der Habsburgermonarchie in eine Föderation nationaler Bundesstaaten mit eigenen Landtagen unter Führung eines gemeinsamen Ministerrates aus. Die Feudallasten der Bauern sollten entschädigungslos aufgehoben werden, Staatsschulden unter anderem durch Einziehung von Klöstergütern und eine Luxussteuer reduziert werden. Stiger fiel in der Öffentlichkeit nie als politischer Agitator im Sinne eines Redners auf, sondern beschränkte sich auf die publizistische Arbeit. Sein couragiertes, durch großen Einsatz privater Finanzmittel gestütztes Auftreten brachte ihn in Kontakt mit Vinzenz Benedikt von Emperger und anderen führenden Köpfen der Revolution in Graz, sodass das Komitee zur Überwachung der Wahlen ihn in die steirische Kandidatenliste für die Wahl des Reichstages im Juni 1848 aufnahm. Er wurde jedoch nicht in den Reichstag gewählt.

#### Oktoberaufstand und Flucht

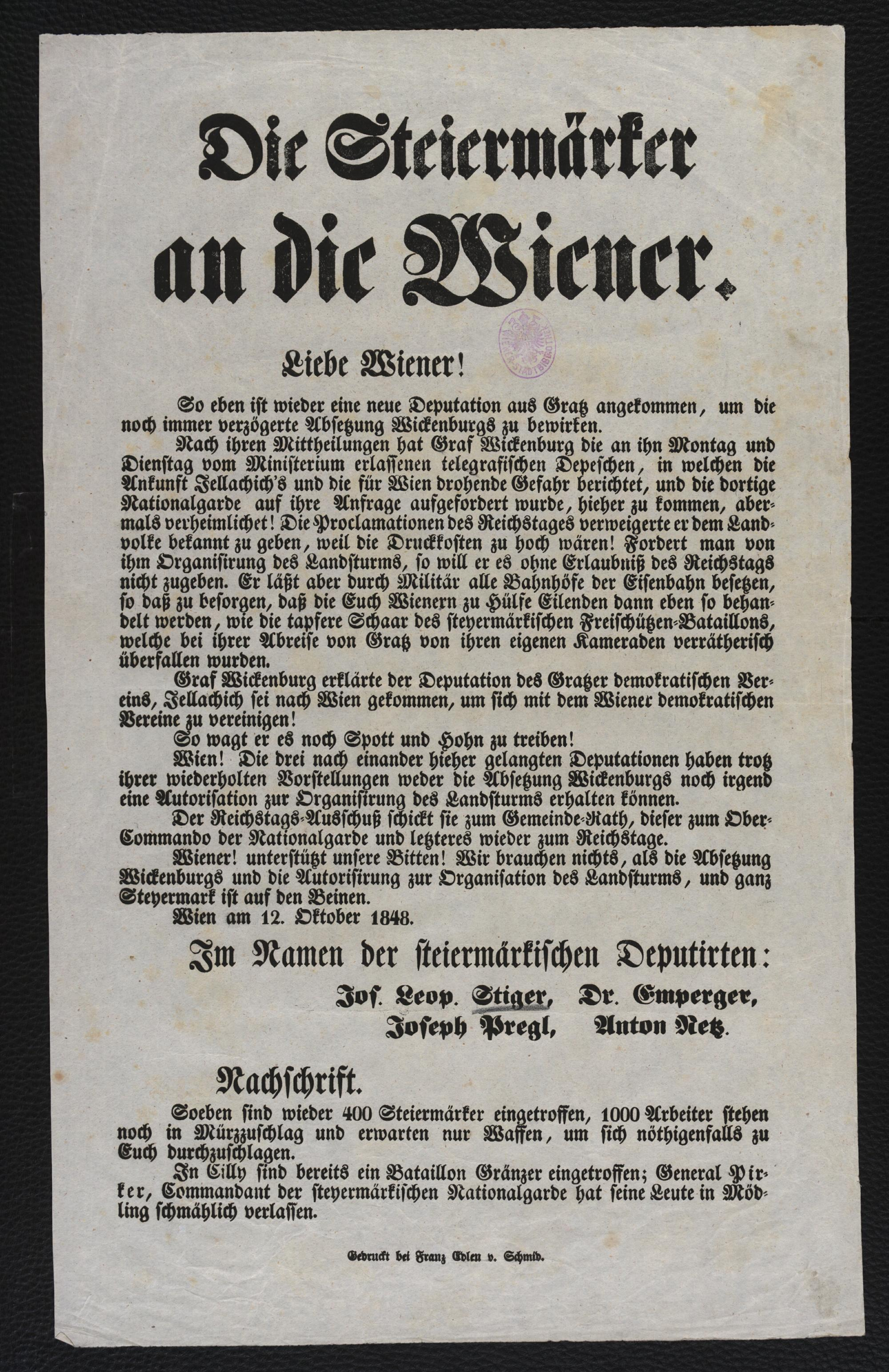
In Wien verteiltes Flugblatt der steirischen Revolutionäre

Die einschneidendste Episode in Stigers Biographie bildete sein Engagement für den Wiener Oktoberaufstand 1848. Stiger begrüßte die Ereignisse in Wien und publizierte eifrig gegen den kroatischen Ban Joseph Jelačić, dessen konterrevolutionäre Truppen er als Bedrohung nicht nur für Wien, sondern auch für die Steiermark sah. In den Plakaten jener Zeit verknüpfte er steirische Anliegen (insbesondere die Absetzung des Gubernators Wickenburg) mit Unterstützungserklärungen an die Wiener Bevölkerung. Diese Drucke gelten als einzigartige Dokumente der Solidarität zwischen der Provinz und der aufständischen Hauptstadt. Kaiser Ferdinand I. war am 7. Oktober geflohen, die Stadt befand sich in Händen der Revolutionäre, ein Rückeroberungsversuch durch die kaiserlichen Truppen war zu erwarten. Stiger gilt als einer der Initiatoren jenes 400 bis 500 Köpfe starken Hilfskorps (die sogenannte „Grazer Legion“), das sich zwischen dem 7. und 12. Oktober 1848 mithilfe der wenige Jahre zuvor eröffneten Südbahn in mehreren Gruppen auf den Weg nach Wien machte. Diese Grazer Truppe zeichnete sich gegenüber anderen Kontingenten durch einen hohen Organisationsgrad aus, ihre militärische Führung oblag Ferdinand Eisenbach, einem pensionierten Hauptmann. Als politische Repräsentanten der Grazer in Wien traten Vinzenz von Emperger, Friedrich Benedetti und Joseph Leopold Stiger auf. Stiger verfasste erneut Plakate und Flugblätter, wirkte aber auch als Verbindungsmann zwischen dem Wiener Demokratischen Zentralverein und der „Grazer Legion.“ So kam er in Kontakt mit Robert Blum und anderen führenden Protagonisten der Frankfurter Nationalversammlung. Emperger, Benedetti und Stiger waren ordentliche, stimmberechtigte Mitglieder des 33-köpfigen „Zentralausschusses aller demokratischen Vereine Wiens“, der die Führung der Stadt übernommen hatte.

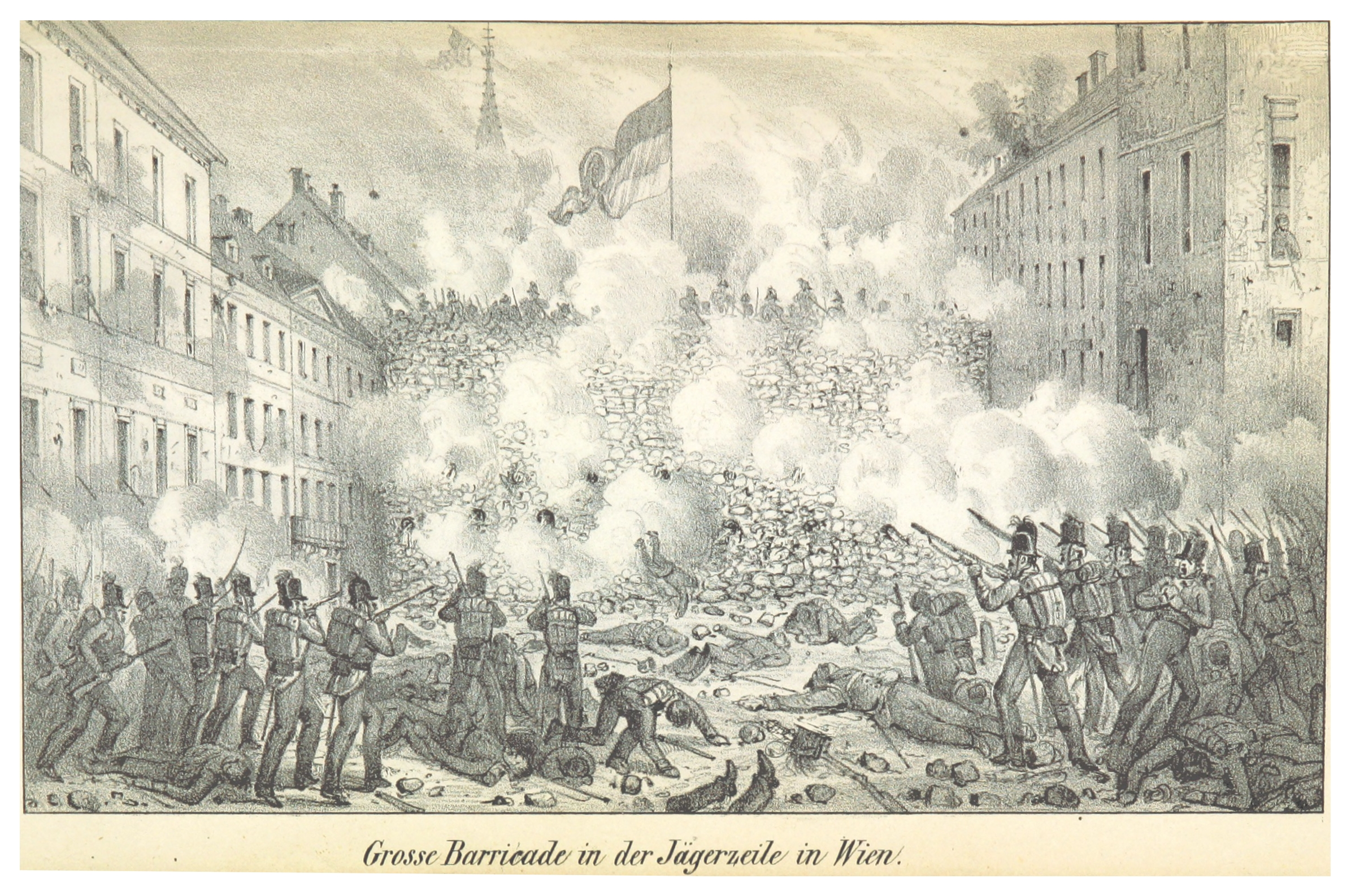
Erstürmung Wiens durch die kaiserlichen Truppen im Oktober 1848, Kampf um die „Grosse Barricade“ in der Jägerzeile

Ab dem 26. Oktober wurde Wien durch die kaiserliche Armee beschossen und am 31. Oktober mit der Inneren Stadt schließlich der letzte Bezirk zurückerobert. Als eine Patrouille in Stigers Unterkunft (einem Gasthaus am Hohen Markt) nach ihm suchte, fanden die Soldaten nur noch sein Gepäck und einen Packen belastender Schriften vor, dem Eigentümer war die Flucht aus Wien gelungen. Für die folgende Anklage bedeutsam war unter anderem eine schriftlich festgehaltene Eidesformel. Sie beginnt mit den Worten: „Ich schwöre vor Gott und meiner Ehre, als freier, gleichberechtigter Staatsbürger die Rechte des Volkes und des konstitutionellen Thrones zu wahren...“. Anfang Dezember 1848 war der flüchtige, steckbrieflich gesuchte Stiger offenbar im Judenburger Kreis gesehen worden, dann taucht er in der Schweiz wieder auf. Von dort aus versuchte er erfolglos, über einen Grazer Anwalt das gegen ihn laufende Verfahren zu beeinflussen und die Konfiszierung seines Vermögens rückgängig zu machen. Laut Anklageschrift gehöre Stiger „durch seine Aufrufe und durch sein Wirken als Demokrat unter die Zahl der Aufwiegler, wenn auch unter die minder gefährlichen, weil ihm jene Persönlichkeit abging, durch die allein sich ein solcher Verbrecher zu höherer Wirksamkeit emporschwingen kann…“ Stiger wurde von der Justiz also nicht zu jener ersten Riege der Aufständischen gezählt, die für ihre Überzeugung mit dem Tod bezahlten, das Gericht verurteilte ihn in Abwesenheit zu zehn Jahren Kerkerhaft. Aus dem Militärjustizdienst war er bereits im November 1848 entlassen worden. Nach mehrmonatigen Aufenthalten in der Schweiz, Deutschland und Spanien wanderte Stiger im April 1851 von Frankreich in die Vereinigten Staaten aus.

### Amerikanische Träume

Buffalo im Jahr 1853

In den Vereinigten Staaten wurde Stiger nach mehreren Ortswechseln in Buffalo sesshaft. Er betrieb dort eine Arztpraxis, offenbar hatte er die bei seinem Vater erlernten Medizinkenntnisse im Selbststudium erweitert. Auch hier blieb er seiner „radikal-demokratischen“ Einstellung treu und beteiligte sich am öffentlichen Diskurs. Schon 1852 hatte er in Cleveland ein deutschsprachiges Monatsmagazin namens Der Kommunist herausgegeben und eine Art Leseverein gegründet, der seinen Mitgliedern Zugang zu politischen Schriften ermöglichte. Der deutschamerikanische Historiker Carl Frederick Wittke (1892–1971) kategorisiert Stiger in seiner Publikation über die „Forty-eighters in America“ als einen „exponent of Utopia“ (vgl. Utopischer Sozialismus). Stiger korrespondierte mit Hans Kudlich und Carl Schurz, aber auch mit dem General und späteren Präsidenten Ulysses S. Grant. In einem Brief an einen Grazer Freund aus dem Jahr 1853 bedauert er, dass sein Kampfgenosse Vinzenz von Emperger immer noch inhaftiert sei, und bietet finanzielle Unterstützung für dessen Befreiung an. Mit Ausbruch des Amerikanischen Bürgerkrieges verfasste er als entschiedener Gegner der Sklaverei mehrere deutschsprachige Broschüren, die Lesern in Europa die Anliegen der Nordstaaten verständlich machen sollten. Die 1864 publizierte Broschüre Nieder mit der Sklaverei! widmete er Harriet Beecher Stowe, mit dem Erlös seiner Schriften unterstützte er üblicherweise karitative Organisationen.
Während seiner Zeit im Ausland hielt Stiger im Geist der Revolution von 1848 stets sein deutsches Nationalbewusstsein (im Sinne des Deutschen Reiches 1848/1849) aufrecht. Wem es in der Heimat gut gehe, der solle nicht auswandern. Anderen jedoch eröffne Amerika große Möglichkeiten. „Ein energischer, für die Hebung der deutschen Nation begeisterter Patriot [könne] dort mehr Gutes leisten, als in Deutschland.“ Seiner Überzeugung nach seien die deutschen Auswanderer berufen, einen entscheidenden Beitrag zur Entwicklung der jungen amerikanischen Nation zu leisten. In einer Broschüre mit Ratschlägen für Auswanderer, aus der auch das vorherige Zitat stammt, schreibt er:

„Hat die frühere deutsche Einwanderung durch ihre materielle Arbeit den Grund zu dem großen Weltreiche gelegt, so hat die jetzige deutsche Einwanderung die geistige Arbeit zu verrichten, durch Einführung guter Gesetze, humaner Sitten und Gebräuche dem Werke die Krone aufzusetzen, und das Mutterland wird früher oder später seine Söhne dafür segnen, wenn sie die schöne Columbia, von dem Schmutzflecken der Sklaverei, der Herrschsucht und Geldgier gereinigt, der alten Frau Germania als ihre Schwiegertochter zuführen.“

### Zurück in Europa
1861 kehrte Stiger in die Schweiz zurück, wo er 1863 den ersten Band seiner Autobiographie veröffentlichte. Die beiden anderen Teile des dreibändig angelegten Werkes erschienen nie. Wohl um die österreichischen Behörden, von denen er sich eine Begnadigung erhoffte, nicht zu verärgern, ist das Werk politisch gemäßigt. Erst nach mehreren Gnadengesuchen, die auch Fürsprecher im Landtag gefunden hatten, wurde Stiger 1865 die Rückkehr nach Graz ermöglicht. Er bezog eine Wohnung in der Sporgasse (im Areal der Stiegenkirche). Stiger war weiterhin ein kritischer Kommentator des politischen und gesellschaftlichen Geschehens, jedoch nicht mehr in einer Art, die den Behörden einen Anlass zum Einschreiten gegeben hätte. Er verfasste Artikel für die Tagespost und war einer der Meinungsführer im Grazer Deutschkatholischen Verein. Neben der Unterstützung für diese freireligiöse Bewegung trat er in Vorträgen und Zeitungskommentaren unter anderem mit Forderungen zur Abschaffung der Todesstrafe und für ein liberales Schulgesetz öffentlich in Erscheinung. Zudem gründete er einen „Auswanderungsverein,“ der (wie die Behörden beruhigt feststellten) nicht bloß zum Auswandern aufforderte, sondern Auswanderungswillige vor Betrügereien warnte. Als 1868 zum wiederholten Mal die Errichtung einer Pferdebahn in Graz diskutiert wurde, bewarb Stiger sich um die Konzession für den Bau und Betrieb einer solchen Bahn und berichtete in einer einschlägigen Publikation lobend über die Vorzüge des öffentlichen Verkehrs, wie er sie in den Vereinigten Staaten kennengelernt hatte. Er erhielt jedoch keinen Zuschlag (vgl. Straßenbahn Graz). Im Oktober 1872 bat die Wiener Polizeidirektion die Grazer Behörden um Informationen über einen verdächtig erscheinenden Mann namens Stiger, der in Wien die Absicht geäußert habe, in die Schweiz oder die Vereinigten Staaten auszuwandern. Offenbar stand er weiterhin unter behördlicher Beobachtung. Die Antwort aus Graz war beschwichtigend: Stiger habe ein anständiges Vermögen, lebe zurückgezogen und verbringe den Sommer zumeist in den Bergen. Trotz seiner „von jeher etwas überspannten Ansichten“ werde er von niemandem für gefährlich gehalten.
Seine letzten Lebensjahre verbrachte Stiger in der Schweiz. Auch dort blieb er publizistisch tätig und verfasste unter anderem einen Kommentar zu der US-amerikanischen Präsidentschaftswahl 1876, im Zuge dessen er die amerikanische und die schweizerische Verfassung gegenüberstellte. Erwähnenswert ist sein Engagement für die Rechte von Frauen, das in mehreren Schriften zutage kommt. Aus dem Jahr 1877 stammt ein Aufsatz Die amerikanische Frau, den er als Reaktion auf einen Artikel in der Allgemeinen Zeitung verfasste. Diese (zumindest in Stigers Augen) konservativ ausgerichtete Zeitung hatte ihm schon davor mehrmals Anlass zu publizistischen Erwiderungen gegeben. Stigers explizit geäußerter Wunsch, in Graz eine Ehefrau zu finden, war jedoch unerfüllt geblieben, er verstarb am 20. Jänner 1880 kinderlos in Zürich.

## Veröffentlichungen
Es existiert kein vollständiges Verzeichnis von Stigers Publikationen. Oskar Meister listet in seinem Aufsatz von 1933, der für Stigers Biographie grundlegend ist, nur zehn Titel auf, die er vorrangig in der Bibliothek des Grazer Joanneums fand. Auch die folgende, mit Hilfe moderner Literaturrecherche erweiterte Liste erhebt keinen Anspruch auf Vollständigkeit.
- Flugblätter, Plakate etc. während der Revolutionszeit, darunter die Briefe des kropfigen Steirischen Jakels:[22]
  - Erster Brief des kropfigen steirischen Jakel’s an die Wiener: Enthält seine Meinung über Metternich, über die Pflicht der Wiener Nationalgarde und wer jetzt zum Minister tauget.
  - Zweiter Brief des kropfigen steirischen Jakel’s an die Wiener: Über die Revolution am 15. Mai 1848, Abreise des Kaisers, Ungarn, Böhmen, den Reichstag und die künftige Residenz.
  - Dritter Brief des kropfigen steirischen Jakel’s an die Wiener über den 26. Mai, das Central-Comitée oder den sogenannten Sicherheits-Ausschuss, dessen unzeitige Nachsicht und die Aufgabe der Studenten.
- Der Kommunist. Cleveland 1852. Politische Monatsschrift mit unbekannter Laufzeit, zwei Exemplare (Jänner und Februar 1852) sind in der Cleveland Public Library erhalten.[23]
- Einige Betrachtungen über die Sterblichkeit in Buffalo. Nach den amtlichen Berichten der Gesundheits-Aerzte von den Jahren 1857–1859. Buffalo 1860.[22]
- Reform des Spitalwesens. Zürich 1863.[22]
- Die Rechtfertigung der Nordstaaten in dem jetzigen Kampfe mit den Südstaaten der amerikanischen Union. Selbstverlag, Zürich 1863 (eingeschränkte Vorschau in der Google-Buchsuche – Das Digitalisat ist ein Band mit mehreren Schriften Stigers, diese ist die erste in dem Band).
- Zehn Jahre in Amerika. Erster Theil: Abschied vom Vaterland. Selbstverlag, Zürich 1863 (eingeschränkte Vorschau in der Google-Buchsuche – Das Digitalisat ist ein Band mit mehreren Schriften Stigers, diese ist die zweite in dem Band).
- Die Nord- und Südländer der Vereinigten Staaten Amerikas. Selbstverlag, Zürich 1864 (eingeschränkte Vorschau in der Google-Buchsuche – Das Digitalisat ist ein Band mit mehreren Schriften Stigers, diese ist die dritte in dem Band).
- Hurrah für die Union! Eine Widerlegung der „Vertheidigung der Südstaaten“ von James Williams,… Selbstverlag, Zürich 1864 (eingeschränkte Vorschau in der Google-Buchsuche – Das Digitalisat ist ein Band mit mehreren Schriften Stigers, diese ist die vierte in dem Band).
- Ist die Auswanderung nach den Vereinigten Staaten Nordamerikas unter den jetzigen Verhältnissen anzurathen? Selbstverlag, Zürich 1864 (eingeschränkte Vorschau in der Google-Buchsuche – Das Digitalisat ist ein Band mit mehreren Schriften Stigers, diese ist die fünfte in dem Band).
- Nieder mit der Sklaverei! Eine Beleuchtung des Pamphlets „Der zweite Unabhängigkeitskrieg in Amerika“… Selbstverlag, Zürich 1864 (eingeschränkte Vorschau in der Google-Buchsuche – Das Digitalisat ist ein Band mit mehreren Schriften Stigers, diese ist die sechste in dem Band).
- Veröffentlichungen in der Grazer Tagespost ab 1865 (nicht im Detail erfasst).
- Franz Hochenburger, mit einem Vorworte von Jos. Leop. Stiger: Die Reform des Strassen-Verkehrs. Bericht über die amerikanischen Pferdeeisenbahn. Selbstverlag, Graz 1868 (eingeschränkte Vorschau in der Google-Buchsuche – Stigers Vorwort ist länger als der Text des Hauptautors).
- Zur 100 jährigen Jubelfeier der nordamerikanischen Union am 4. Juli 1876. Zürich 1876.[22]
- Zur amerikanischen Präsidentenwahl vom 7. November 1876: eine Beleuchtung… Caesar Schmidt, Zürich 1877 (eingeschränkte Vorschau in der Google-Buchsuche).
- Die amerikanischen Frauen. Abwehr gegen einen Angriff in der Augsburger „Allgemeinen Zeitung“. „In Commission beim Verlags-Magazin“, Zürich 1877 (eingeschränkte Vorschau in der Google-Buchsuche).
- An die Arbeiter Amerikas. Zürich 1878.[22]
- Zur Reform des Auswanderungswesens. Zürich 1879.[22]
- Amerika im Traume. Genossenschafts-Buchdruckerei, Zürich 1879 (eingeschränkte Vorschau in der Google-Buchsuche).